# Kanton Beaumesnil
Der Kanton Beaumesnil war bis 2015 ein französischer Wahlkreis im Arrondissement Bernay, im Département Eure und in der Region Haute-Normandie; sein Hauptort war Beaumesnil, Vertreter im Generalrat des Départements war zuletzt von 2001 bis 2015 Marc Vampa.
Der 17 Gemeinden umfassende Kanton war 176,30 km² groß und hatte 4982 Einwohner (Stand: 2012).

## Gemeinden
| Gemeinde                   | Einwohner | Code postal | Code Insee |
| -------------------------- | --------- | ----------- | ---------- |
| Ajou                       | 217       | 27410       | 27007      |
| La Barre-en-Ouche          | 791       | 27330       | 27041      |
| Beaumesnil                 | 562       | 27410       | 27049      |
| Bosc-Renoult-en-Ouche      | 139       | 27330       | 27088      |
| Épinay                     | 272       | 27330       | 27221      |
| Gisay-la-Coudre            | 233       | 27330       | 27283      |
| Gouttières                 | 177       | 27410       | 27292      |
| Granchain                  | 225       | 27410       | 27296      |
| Jonquerets-de-Livet        | 264       | 27410       | 27356      |
| Landepéreuse               | 248       | 27410       | 27362      |
| Le Noyer-en-Ouche          | 200       | 27410       | 27444      |
| La Roussière               | 197       | 27270       | 27499      |
| Saint-Aubin-des-Hayes      | 112       | 27410       | 27513      |
| Saint-Aubin-le-Guichard    | 231       | 27410       | 27515      |
| Saint-Pierre-du-Mesnil     | 86        | 27330       | 27596      |
| Sainte-Marguerite-en-Ouche | 118       | 27410       | 27566      |
| Thevray                    | 175       | 27410       | 27628      |

## Bevölkerungsentwicklung
| 1962 | 1968 | 1975 | 1982 | 1990 | 1999 |
| ---- | ---- | ---- | ---- | ---- | ---- |
| 3921 | 4334 | 4025 | 3970 | 3893 | 4247 |